# Текетель Форссідо
Текетель Форссідо Вамішо (англ. Teketel Forssido Wamisho) — ефіопський політик та дипломат. Надзвичайний і Повноважний Посол Ефіопії в РФ та в Україні за сумісництвом. Міністр сільського господарства Ефіопії (1995—1996).

## Життєпис
З 1995 по 1996 — був міністром сільського господарства Ефіопії.
З 1996 року на дипломатичній службі, очолював посольства Ефіопії в Індії, Ємені та Таїланді.
У 2006 році був призначений Надзвичайний і Повноважний Посол Ефіопії в РФ і вручив вірчі грамоти президенту РФ 25 липня 2006 року.